# Busy Bodies
Busy Bodies is een korte film van Laurel en Hardy uit 1933.

## Verhaal
Laurel en Hardy werken een dagje in een houtzagerij. Oliver krijgt het zwaar te verduren: hij loopt enkele malen tegen een lange plank aan, zijn broek wordt door een schaafmachine vernield, zijn handen raken beklemd in een raamkozijn, een kwast met lijm blijft aan zijn kin plakken en wordt door Stan afgeschoren en hij komt in een soort pneumatisch transportsysteem terecht. Aan het eind van de dag wordt hun auto in tweeën gezaagd door een gigantische lintzaag. Maar de grammofoon in de doorgezaagde auto doet het nog!

## Rolverdeling
| Acteur        | Personage |
| ------------- | --------- |
| Stan Laurel   | Stan      |
| Oliver Hardy  | Ollie     |
| Dick Gilbert  |           |
| Charlie Hall  | werkman   |
| Tiny Sandford | ploegbaas |
| Jack Hill     | werkman   |
| Charley Young | werkman   |